# Pansonica
Pansonica è un EP del gruppo musicale italiano Marlene Kuntz, pubblicato il 16 settembre 2014 dalla Sony Music.

## Il disco
Il disco contiene sette brani, tutti inediti a eccezione di Donna L, presente in una versione dal vivo nell'EP Come di sdegno, e composti dalla band nei primi anni della propria carriera, in parte prima dell'uscita di Catartica e in parte prima dell'uscita de Il vile. L'EP è una celebrazione dei vent'anni trascorsi dalla pubblicazione dell'album di debutto Catartica e dei venticinque dall'anno di fondazione del gruppo. Il titolo è infatti un rimando a Sonica, uno dei brani più noti contenuti nel primo album.
L'uscita di Pansonica è stata anticipata da quella del singolo Sotto la luna, in rotazione sulle radio dal 22 agosto 2014, per il quale è stato girato anche un video, diretto da Niels Jensen.

## Tracce
Testi di Cristiano Godano, musiche di Marlene Kuntz.
1. Sig. Niente – 5:45
2. Parti – 4:40
3. Sotto la luna – 5:28
4. Ruggine – 4:22
5. Donna L – 6:11
6. Oblio – 3:22
7. Capello lungo – 6:07

## Formazione
- Cristiano Godano – voce, chitarra, cori
- Riccardo Tesio – chitarra
- Luca Bergia – batteria, cori
- Luca Saporiti – basso

## Classifiche
| Classifica (2014) | Posizione massima |
| ----------------- | ----------------- |
| Italia            | 11                |